# 이치아강
이치아강(異齒亞綱, Heterodonta)은 이매패류의 하위 분류이다.

## 하위 분류
2010년에 출판한 이매패류 분류에서, 비엘레(Bieler)와 카터(Carter) 그리고 코안(Coan)은 이치아강을 포함한 이매패류에 대한 새로운 분류법을 제안했다.
- 원시이치하강 (Archiheterodonta)
  - † Actinodontida
  - 주름방사늑조개목 (Carditoida)
- 진이치하강 (Euheterodonta)
  - Adapedonta
  - 새조개목 (Cardiida)
  - Galeommatida
  - Gastrochaenida
  - 꽃잎조개목 (Lucinida)
  - 우럭목 (Myida)
  - Sphaeriida
  - 백합목 (Venerida)
  - 이인대목 (Anomalodesmata)